# Discografia de T.I.
Discografia do rapper T.I.

## Álbuns
| Ano  | Título                                                | Melhores Posições | Melhores Posições | Melhores Posições | Melhores Posições | Melhores Posições | Melhores Posições | Melhores Posições | Certificações                              |
| Ano  | Título                                                | EUA               | CAN               | RU                | NZ                | FRA               | JPN               | WWC               | Certificações                              |
| ---- | ----------------------------------------------------- | ----------------- | ----------------- | ----------------- | ----------------- | ----------------- | ----------------- | ----------------- | ------------------------------------------ |
| 2001 | I'm Serious 9 de Outubro de 2001                      | 98                | —                 | —                 | —                 | —                 | —                 | —                 | RIAA: Não Certificado Vendas EUA: 300,000  |
| 2003 | Trap Muzik 19 de Agosto de 2003                       | 4                 | —                 | —                 | —                 | —                 | —                 | 17                | RIAA: Platina Vendas EUA: 1.1 milhão       |
| 2004 | Urban Legend 30 de Novembro de 2004                   | 7                 | —                 | —                 | —                 | —                 | —                 | 16                | RIAA: Platina Vendas EUA: 1.4 milhão       |
| 2006 | King 28 de Março de 2006                              | 1                 | 24                | 83                | 2                 | 36                | 26                | 1                 | RIAA: Platina Vendas EUA: 1.8 milhão       |
| 2007 | T.I. vs. T.I.P. 3 de Junho de 2007                    | 1                 | —                 | —                 | —                 | —                 | 21                | 1                 | RIAA: Platina Vendas EUA: 1.5 milhão       |
| 2008 | Paper Trail 30 de Setembro de 2008                    | 1                 | 2                 | 49                | 16                | 51                | 14                | 1                 | RIAA: 2× Platina Vendas EUA: 2.3 milhões   |
| 2010 | No Mercy 7 de Dezembro de 2010                        | 4                 | 35                | —                 | 39                | 173               | —                 | 10                | RIAA: Ouro Vendas EUA: 500,000+            |
| 2012 | Trouble Man: Heavy is the Head 17 de Dezembro de 2012 | 2                 | —                 | —                 | —                 | —                 | —                 | —                 | RIAA: Não Certificado Vendas EUA: 100,000+ |

## Extended plays
| Detalhes                                                                                        |
| ----------------------------------------------------------------------------------------------- |
| A King of Oneself - Lançamento: 30 de setembro de 2008 - Gravadora: Atlantic - Formato: EP      |
| Paper Trail: Case Closed - Lançamento: 28 de agosto de 2009 - Gravadora: Atlantic - Formato: EP |

### Singles
| Ano  | Canção                                                                        | Melhores Posições | Melhores Posições | Melhores Posições | Melhores Posições | Melhores Posições | Álbum                |
| Ano  | Canção                                                                        | EUA               | EUA R&B           | EUA Rap           | CAN               | UK                | Álbum                |
| ---- | ----------------------------------------------------------------------------- | ----------------- | ----------------- | ----------------- | ----------------- | ----------------- | -------------------- |
| 2001 | "I'm Serious" (featuring Beenie Man)                                          | —                 | 110               | —                 | —                 | —                 | I'm Serious          |
| 2001 | "Dope Boyz"                                                                   | —                 | —                 | —                 | —                 | —                 | I'm Serious          |
| 2003 | "24's"                                                                        | 78                | 28                | 15                | —                 | —                 | Trap Muzik           |
| 2003 | "Be Easy"                                                                     | —                 | 55                | —                 | —                 | —                 | Trap Muzik           |
| 2004 | "Rubberband Man"                                                              | 30                | 15                | 11                | —                 | —                 | Trap Muzik           |
| 2004 | "Let's Get Away" (featuring Jazze Pha)                                        | 35                | 17                | 10                | —                 | —                 | Trap Muzik           |
| 2004 | "Bring Em Out"                                                                | 9                 | 6                 | 4                 | —                 | 59                | Urban Legend         |
| 2005 | "U Don't Know Me"                                                             | 23                | 6                 | 4                 | —                 | —                 | Urban Legend         |
| 2005 | "ASAP"                                                                        | 75                | 18                | 14                | —                 | —                 | Urban Legend         |
| 2005 | "Motivation"                                                                  | —                 | 62                | —                 | —                 | —                 | Urban Legend         |
| 2006 | "What You Know"                                                               | 3                 | 1                 | 1                 | —                 | —                 | King                 |
| 2006 | "Why You Wanna"                                                               | 29                | 5                 | 4                 | —                 | 22                | King                 |
| 2006 | "Live in the Sky" (featuring Jamie Foxx)                                      | 81                | 5                 | 3                 | —                 | —                 | King                 |
| 2006 | "Top Back [Remix]" (featuring Young Jeezy, Young Dro, Big Kuntry King e B.G.) | 29                | 13                | 8                 | —                 | —                 | In da Streetz Vol. 4 |
| 2007 | "Big Things Poppin' (Do It)"                                                  | 9                 | 7                 | 2                 | 75                | —                 | T.I. vs. T.I.P.      |
| 2007 | "You Know What It Is" (featuring Wyclef Jean)                                 | 34                | 11                | 5                 | 61                | —                 | T.I. vs. T.I.P.      |
| 2007 | "Hurt" (featuring Alfamega e Busta Rhymes)                                    | —                 | 89                | —                 | —                 | —                 | T.I. vs. T.I.P.      |
| 2008 | "No Matter What"                                                              | 72                | 42                | 17                | 66                | —                 | Paper Trail          |
| 2008 | "Whatever You Like"                                                           | 1                 | 1                 | 1                 | 12                | 47                | Paper Trail          |
| 2008 | "Live Your Life" (com Rihanna)                                                | 1                 | 1                 | 1                 | 5                 | 2                 | Paper Trail          |
| 2008 | "Dead and Gone" (featuring Justin Timberlake)                                 | 2                 | —                 | 25                | —                 | 92                | Paper Trail          |
| 2009 | "Remember Me" (featuring Mary J. Blige)                                       | 29                | 42                | 21                | 6                 | 9                 | Paper Trail          |
| 2010 | "I'm Back" *                                                                  | 14                | —                 | —                 | —                 | —                 | No Mercy             |
| 2010 | "Got your Back" (featuring Keri Hilson) *                                     | 38                | 10                | 5                 | 48                | —                 | No Mercy             |
| 2010 | "Yeah Ya Know (Takers)" *                                                     | 44                | 65                | —                 | 68                | —                 | No Mercy             |
| 2010 | "Get Back Up (featuring Chris Brown)                                          | 70                | 37                | 20                | 91                | —                 | No Mercy             |
| 2011 | "That's All She Wrote" (featuring Eminem)                                     | 18                | —                 | —                 | 46                | —                 | No Mercy             |
| 2012 | "Go Get It"                                                                   | 77                | 40                | 23                | 86                | —                 | Trouble Man          |
| 2012 | "Ball" (featuring Lil Wayne)                                                  | 50                | 11                | 10                | 58                | —                 | Trouble Man          |

## Participações

### Participações
- 2003 "Neva Scared" (BoneCrusher com participação de  T.I. & Killer Mike)
- 2004 "Soldier" (Destiny's Child com participação de T.I. & Lil Wayne)
- 2004 "Round Here" (Memphis Bleek com participação de T.I. & Trick Daddy)
- 2005 "3 Kings" (Slim Thug com participação de T.I. & Bun B)
- 2005 "Touch" (Amerie com participação de T.I.)
- 2006 "Shoulder Lean" (Young Dro com participação de T.I.)
- 2006 "My Love" (Justin Timberlake com participação de T.I. & Timbaland)
- 2006 "Pac's Life" (Tupac com participação de T.I. & Ashanti)
- 2007 "I'm a Flirt (Remix)" (R. Kelly com participação de T.I. & T-Pain)
- 2007 "We Takin' Over" (DJ Khaled com participação de Akon, T.I., Rick Ross, Fat Joe, Baby, & Lil Wayne)
- 2007 "Whatever U Like" (Nicole Scherzinger com participação de T.I.)
- 2008 "I'll Be Lovin' U Long Time" (Mariah Carey com participação de T.I.)
- 2008 "Tell Em What They Wanna Hear" (Rashad ft. Young Dro & T.I.)
- 2009 "Winner" (Jamie Foxx ft. Justin Timberlake & T.I.)
- 2010 "Guilty" (Usher com participação de  T.I.)
- 2010 "Fancy" (Drake com participação de  T.I. & Swizz Beatz)
- 2010 "Bet I" (B.o.B ft. playboy tre & T.I.)
- 2011 "9 Piece" (Rick Ross ft. T.I.)
- 2012 "Magic" (Future ft. T.I.)
- 2012 "Back 2 Live" (Sean Kingston ft. T.I.)
- 2012 "2 Reasons" (Trey Songz ft. T.I.)
- 2012 "Sleazy (Remix 2.0)" (Kesha ft. T.I.,Lil' Wayne,Wiz Khalifa & André 3000)
- 2012 "Die Young (remix)" (Kesha ft. T.I.,Lil' Wayne and Becky G.)
- 2012 "Crazy Kids (remix)" (Kesha ft. T.I.)
- 2013 "Tik Tik Boom" (Britney Spears ft. T.I.)